# Boris Paichadze
Boris Paichadze (tiếng Gruzia: ბორის პაიჭაძე; tiếng Nga: Борис Соломонович Пайчадзе; 3 tháng 2 năm 1915 - 9 tháng 10 năm 1990) là một cầu thủ bóng đá nổi tiếng của Gruzia, từng chơi cho câu lạc bộ Dinamo Tbilisi (1936-1951). Ông từng nhận được danh hiệu "Kiện tướng thể thao" của Liên Xô vào năm 1944.

## Vinh danh
Sân vận động lớn nhất của Gruzia ở thủ đô Tbilisi, trước mang tên Dinamo, mang tên ông từ năm 1991, sân Boris Paichadze.